# Réglementation des OGM en Suisse
Pour un article plus général, voir Réglementation des organismes génétiquement modifiés.
La réglementation suisse sur les organismes génétiquement modifiés (OGM) est principalement établie par la Constitution fédérale et par la loi fédérale sur l’application du génie génétique au domaine non humain.
L'utilisation d'organismes génétiquement modifiés (plantes et animaux) dans l'agriculture suisse est actuellement interdite par un moratoire ; mais certains organismes génétiquement modifiés sont autorisés à l'importation.

## Votations
- Article constitutionnel sur la procréation assistée et le génie génétique[3], accepté en votation populaire du 17 mai 1992[4].

### Initiatives populaires fédérales
- Initiative populaire « Pour la protection de la vie et de l'environnement contre les manipulations génétiques », rejetée en votation populaire du 7 juin 1998[5].
- Initiative populaire « Pour des aliments produits sans manipulations génétiques », acceptée en votation populaire du 27 novembre 2005[6].

Le moratoire sur l'utilisation d'organismes génétiquement modifiés (plantes et animaux) dans l'agriculture suisse introduit par cette disposition constitutionnelle s'étend jusqu'en 2010. Par la suite, le parlement a décidé de le prolonger jusqu'en 2013, puis jusqu'en 2017 et finalement jusqu'en 2025.

## Autorisations d'importation
Selon la Coordination romande sur le génie génétique (Stop OGM), quatre variétés génétiquement modifiées sont autorisées à l'importation pour l'alimentation humaine et plus de 90 pour l'alimentation animale.

## NBT
Mi 2024, le gouvernement fédéral soumettra une réglementation distincte de celle des OGM pour autoriser les plantes issues des NBT.

### Filmographie
- Mais im Bundeshuus – Le génie helvétique, film documentaire de Jean-Stéphane Bron, 2003.